# ایتاتیاوچو
ایتاتیاوچو (به پرتغالی: Itatiaiuçu) یک منطقهٔ مسکونی در برزیل است که در میناز ژرایس واقع شده‌است. ایتاتیاوچو ۱۱٬۲۵۲ نفر جمعیت دارد.